# 加爾德諾湖
54°39′14″N 17°06′44″E / 54.65389°N 17.11222°E
加爾德諾湖（波蘭語：Gardno）是波蘭的湖泊，位於該國北部濱海省，長6.8公里、寬4.7公里，面積24.69平方公里，海拔高度0.3米，平均水深2.6米，最大水深2.6米，湖中的島嶼面積0.6公頃。

## 外部連結
- and  - photos